# Temps solaire
Ne doit pas être confondu avec Durée du jour.

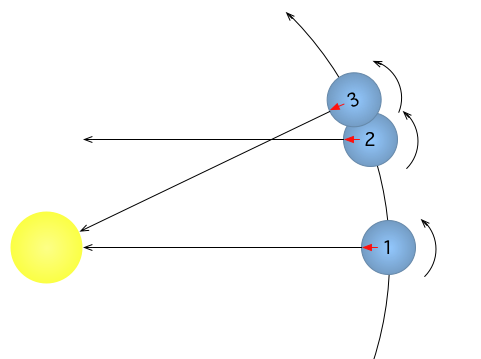
Sur une planète prograde comme la Terre (c'est-à-dire qui tourne autour de son axe dans le même sens qu'autour du Soleil), le jour solaire est plus long que le jour sidéral. À l'instant 1, le Soleil et une étoile très lointaine sont tous les deux en face d'un point donné de la Terre (le point rouge). À l'instant 2, la planète a fait un tour complet autour d'elle-même (1→2 = un jour sidéral). Mais il faut encore un peu de temps pour que, à l'instant 3, le Soleil soit de nouveau en face (1→3 = un jour solaire).

On distingue le temps solaire moyen et le temps solaire vrai.
Le temps solaire moyen est fondé sur un soleil fictif qui se déplacerait autour de l'équateur à vitesse constante tout au long de l'année. Cette vitesse moyenne est d'un tour en 24 heures.
Le temps solaire vrai est une mesure du temps fondée sur le déplacement apparent du Soleil au cours de la journée. Le temps solaire vrai en un lieu et à un moment donné est l'angle horaire du soleil en ce lieu et à ce moment. En découle la définition du midi solaire : c'est l'instant où le Soleil atteint son point de culmination, en un endroit donné de la Terre ; à cet instant, son angle horaire est égal à zéro.

## Jour solaire apparent
Le temps solaire vrai est fondé sur le jour solaire apparent, qui est la durée entre deux retours successifs du Soleil au méridien local. Cette durée varie tout au long de l'année pour deux raisons :
- l'inclinaison de l'axe de la Terre par rapport au plan de l'écliptique[1] ;
- l'excentricité de l'orbite de la Terre[1] et la variabilité de la vitesse de déplacement de la Terre sur son orbite (première et deuxième lois de Kepler). La Terre se déplace le plus vite lorsqu'elle est au plus près du soleil le 4 janvier, et le moins vite lorsqu'elle en est le plus loin, le 4 juillet.

La première raison a pour conséquence des jours solaires apparents plus courts en mars ou septembre qu'en juin ou décembre.
La seconde raison a pour conséquence qu'ils sont encore plus longs en décembre-janvier et un peu moins longs en juin-juillet (cf tableau ci-dessous).
| 11 février   | 24 heures exactement      |
| 26 mars      | 24 heures − 18,1 secondes |
| 14 mai       | 24 heures exactement      |
| 19 juin      | 24 heures + 13,1 secondes |
| 26 juillet   | 24 heures exactement      |
| 16 septembre | 24 heures − 21,3 secondes |
| 3 novembre   | 24 heures exactement      |
| 22 décembre  | 24 heures + 29,9 secondes |

Ces durées varient légèrement sur une période de quelques années et significativement sur des millénaires.
Il ne faut pas confondre la durée du jour solaire apparent avec la durée d'ensoleillement quotidienne, qui varie en fonction de la latitude et de la saison.

## Équation du temps
La différence entre le temps solaire moyen (TSM) et le temps solaire vrai ou apparent (TSV) est appelée l'équation du temps. Sur Terre, elle atteint son maximum de 16 minutes en octobre. Dans le monde anglo-saxon, la définition est inversée : l'équation du temps est définie comme la différence entre le temps solaire vrai ou apparent (local apparent time, local true solar time, LTST) et le temps solaire moyen (local mean time, LMT) ; elle correspond mieux à l'usage ancien (aequatio dierum) où une aequatio est une différence entre une valeur observée et une valeur moyenne ou « attendue ». Ainsi on ajoute la valeur de l'aequatio  à la valeur moyenne pour avoir la valeur vraie.